# Salix biondiana
Salix biondiana är en videväxtart som beskrevs av Karl Otto von Seemen. Salix biondiana ingår i släktet viden, och familjen videväxter. Inga underarter finns listade i Catalogue of Life.